# 波隆內區

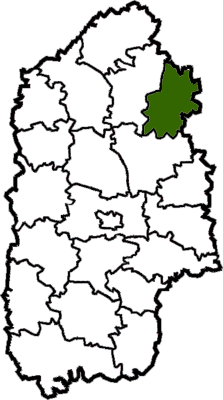
波隆内區在赫梅利尼茨基州的位置

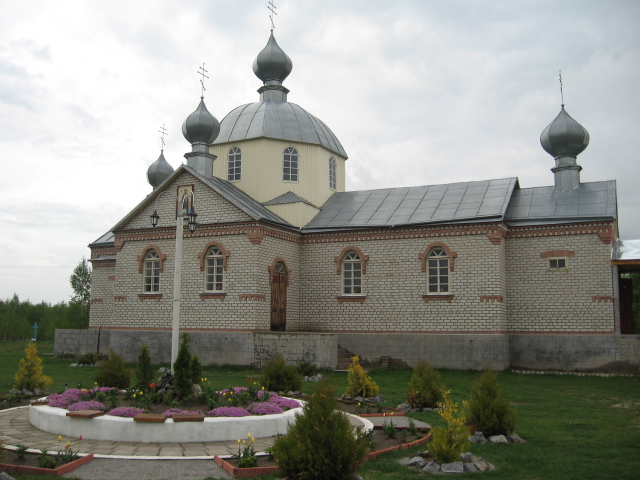

波隆内區（烏克蘭語：Полонський район），曾是烏克蘭西部赫梅利尼茨基州的一個區，行政中心設於波隆内，面積866平方公里，2015年人口45,187，人口密度每平方公里52.18人。
该区在2020年乌克兰行政区划改革中撤销，其范围并入舍佩蒂夫卡區。